# Peter Angelis

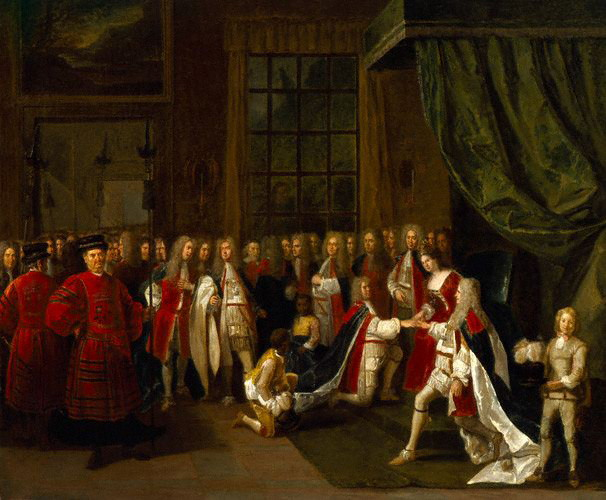
La regina Anna e i cavalieri della Giarrettiera, 1720 circa, ora alla National Portrait Gallery

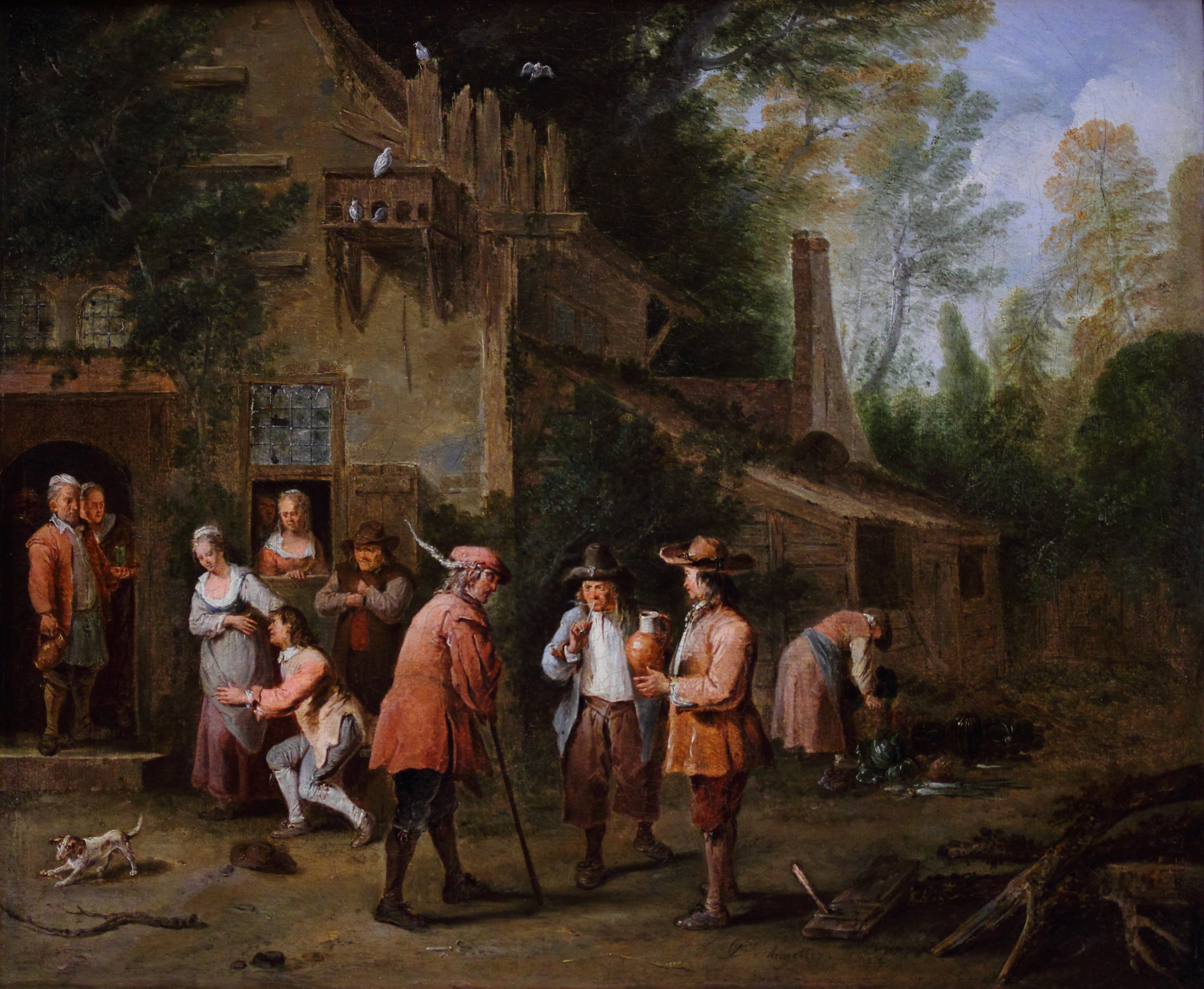
Scena in una corte di locanda, 1724, ora al Museo delle Belle Arti di Rennes

Peter Angelis variamente registrato come Pieter Angellis, Pieter Anchillus, Pieter van Angellis o Pieter Angelles, (Dunkerque, 5 novembre 1685 – Rennes, 5 novembre 1734) è stato un pittore francese attivo nelle Fiandre, in Germania, in Italia, in Inghilterra e in Francia.

## Biografia
Era nato a Dunkerque nel 1685. Dopo aver appreso i rudimenti dell'arte nella sua città natale, visitò le Fiandre e la Germania e trascorse un po' di tempo ad Anversa, dove fu nominato maestro della Corporazione di San Luca, nel 1715–1716, e a Düsseldorf, dove ebbe modo di formarsi studiando i dipinti della Galleria Elettorale. Dipinse discorsi e paesaggi con piccole figure, nei quali introduceva spesso frutta e pesce.
Intorno al 1719 si trasferì in Inghilterra dove ebbe grande successo e vi rimase per sedici anni. Nel 1727 partì per l'Italia e trascorse tre anni a Roma, dove furono ammirati i suoi quadri. Ma essendo di indole riservata, e senza ostentazione, espose le sue opere con riluttanza, il suo temperamento studioso e sobrio lo portava più al perseguimento della sua arte che all'avanzamento della sua fortuna. Aveva intenzione di tornare in Inghilterra, ma quando raggiunse Rennes, in Bretagna, trovò il suo lavoro così richiesto che decise di rimanervi. Morì a Rennes nel 1734.
Horace Walpole scrisse di lui:
I suoi modi erano un misto di Teniers e Watteau, con più grazia del primo e più natura del secondo. La sua matita era facile, brillante e scorrevole, ma il suo colorito era troppo debole e senza nervi. In seguito adottò le abitudini di Rubens e di Vandyck, davvero più pittoresche, ma non così adatte a migliorare le sue produzioni in quella che era la loro principale bellezza, la vita familiare.
Si pensa che il dipinto La regina Anna e i cavalieri della Giarrettiera di Angelis rappresenti una cerimonia tenutasi a Kensington Palace nel 1713, diversi anni prima del suo arrivo in Inghilterra. Ora è nella collezione della National Portrait Gallery.